# Grad Šteberk
Grad Šteberk (nemško Stegberch) je stal pri Cerknici in je danes skromna razvalina. Ta leži na griču, ki je od bližnjega kraja Lipsenj oddaljen 2 kilometra.

## Zgodovina
Leta 1635 je šteberško gospoščino kupil knez Janez Anton Eggenberg in si iz grajskih razvalin na mestu nekdanjega dvora in poznejše grajske pristave pozidal dvorec Spodnji Šteberk.
Od Eggenbergov je dvorec in gospoščino kupil grof Janez Gašper Cobenzl leta 1761. Leta 1846 je lastnik postal knez Weriand zu Windischgrätz. Posest je ostala v lasti njegovih dedičev do konca druge svetovne vojne.